# Doom (groupe)
Pour les articles homonymes, voir Doom (homonymie).
Doom est un groupe de crust punk britannique, originaire de Birmingham, en Angleterre. Doom commence sous le nom de The Subverters avec pour membres Jon Pickering (basse/voix), Brian Talbot (guitare) et Jason Hodges (batterie). Après le remplacement de ce batteur par Mick Harris (connu pour avoir été le membre principal de Napalm Death à ses débuts), le groupe change de nom et devient Doom. Cette première formation de Doom se sépare en aout 1990.
1992 voit la reformation du groupe avec pour membres Brian, Jon, Pete et Stick. Ils enregistrent notamment un split 7" EP, Doomed to Extinction avec Extinction of Mankind, le double album Fuck Peaceville, puis le split 7" EP Hail to Sweden. C'est aussi la formation qui participe à la vidéo Videodoom, enregistrée lors d'une tournée européenne en 1994. Le 18 mars 2005, Wayne Southworth est retrouvé mort dans sa maison par un ami. Le groupe fait alors une tournée en Angleterre en la mémoire de leur défunt chanteur avant de se séparer.
Le groupe se reforme en 2010, et donne régulièrement des concerts comme au Hellfest en 2010.

## Biographie

### Débuts (1987–1990)
Doom commence sous le nom de The Subverters avec pour membres Jon Pickering (basse/voix), Brian Talbot (guitare) et Jason Hodges (batterie). Après le remplacement de ce batteur par Mick Harris (connu pour avoir été le membre principal de Napalm Death à ses débuts), le groupe change de nom et devient Doom. Cette formation donne un ou deux concerts, dans un style musical qui se révèle trop fermé sur le heavy metal pour les goûts de Brian et Jon, ce qui cause l'éviction de Mick. Ils décident de poursuivre dans un style plus influencé par Discharge et le crossover thrash en général. Jon abandonne la basse pour se concentrer sur le chant uniquement, et ils recrutent Pete Nash à la basse et Tony « Stick » Dickens à la batterie. C'est à partir de ce moment-là qu'on peut dire que Doom est vraiment créé. Nous sommes alors au milieu de l'année 1987.
Peaceville Records, un nouveau label alors méconnu, entend parler de Doom par bouche-à-oreille et leur demande s'ils étaient intéressés par la publication de chansons sur la première compilation du label, A Vile Peace. Doom part donc en studio enregistrer leur première démo, le 28 aout 1987. Mais Pete s'étant cassé le poignet juste avant le début de l'enregistrement, c'est Jim Whitley (ex-bassiste de Napalm Death et de Ripcord) qui y joue la basse. Trois chansons furent enregistrées, dont deux qui apparurent sur la compilation A Vile Peace). Peaceville demande alors à Doom si ça les intéressait d'enregistrer un album complet pour le label, ce qu'ils acceptent. Ils enregistrent tout d'abord une nouvelle démo (sous forme d'une cassette qu'ils vendaient pendant leurs concerts), War is Big Business le 27 novembre 1987, puis, en février 1988, ils vont aux studios Rich Bitch et enregistrent 21 chansons pour leur premier album, War Crimes (Inhuman Beings). Pendant tout ce temps ils continuent de donner des concerts en Angleterre avec un rythme très prononcé, et se font ainsi une réputation. Ils enregistrent une nouvelle démo, Doomsday.
À la fin des années 1988, Brian annonce qu'il serait contraint de quitter le groupe pour des raisons personnelles, mais reste assez longtemps pour enregistrer le split LP Bury the Debt - Not the Dead avec les suédois de No Security, toujours sur Peaceville. Ils enregistrèrent pendant la même session l'EP Police Bastard qu'ils publient sur le label Discarded Records, et, juste avant que Brian ne quitte le groupe en avril 1989, ils enregistrent deux sessions pour le célèbre John Peel. Doom continue avec d'autres guitaristes (dont Dave Talbot, le cofondateur de Solstice), et lorsqu'il n'en avaient pas Jon jouait de la guitare en même temps qu'il chantait. Cette première formation de Doom se sépare en aout 1990. À la suite de cette séparation, Jon forme Police Bastard, et Stick rejoint Extreme Noise Terror puis DIRT.

### Retour (1992–2005)
1992 voit la reformation du groupe avec pour membres Brian, Jon, Pete et Stick. Ils donnent des concerts au Japon et enregistrèrent un vinyle sur le label Vinyl Japan, ce qui sera le dernier enregistrement avec cette formation. Le groupe faillit se séparer à nouveau, mais finalement Brian et Stick décident de continuer le groupe avec deux nouveaux membres : Tom Croft (de Genital Deformities) au chant et Paul « Mall » Mallen à la basse. Ils enregistrent alors un split album avec Selfish et un split 7" EP avec Hiatus. Mall quitte le groupe en bons termes peu après, et est remplacé à la basse par Scoot (de Largactyl). Ils enregistrent alors un split 7" EP, Doomed to Extinction avec Extinction of Mankind, le double album Fuck Peaceville, puis le split 7" EP Hail to Sweden. C'est aussi la formation qui participe à la vidéo Videodoom, enregistrée lors d'une tournée européenne en 1994.
Une tournée en Scandinavie est organisée pour septembre 1995, bien que Scoot ne puisse pas y aller à cause de problèmes personnels. Il est remplacé pour la tournée par Denis Boardman (de Blood Sucking Freaks), pendant laquelle le groupe enregistre le 7" EP Monarchy Zoo chez Sunlight Studios. Il ne rejoindra pas le groupe après la tournée et sera alors remplacé par Chris Gascoine (de Suffer), même si Denis Boardman ne quittera pas tout de suite le groupe. Tom quitte aussi le groupe après cette tournée et fut remplacé par Wayne Southworth (de Blood Sucking Freaks). Le groupe, alors composé de Stick, Brian, Denis Boardman, Wayne Southworth et Chris Gascoine allèrent en studio en juin 1996 et y enregistrent un nouvel album, Rush Hour of the Gods, chez Flat Earth Records. Stick est également membre du groupe RUIN, et Brian rejoindra Khang, qui devient Lazarus Blackstar. Le 18 mars 2005, Wayne Southworth est retrouvé mort dans sa maison par un ami. La cause du décès se révèle être une crise d'épilepsie. Le groupe fait alors une tournée en Angleterre en la mémoire de leur défunt chanteur avant de se séparer.

### Troisième retour (depuis 2010)

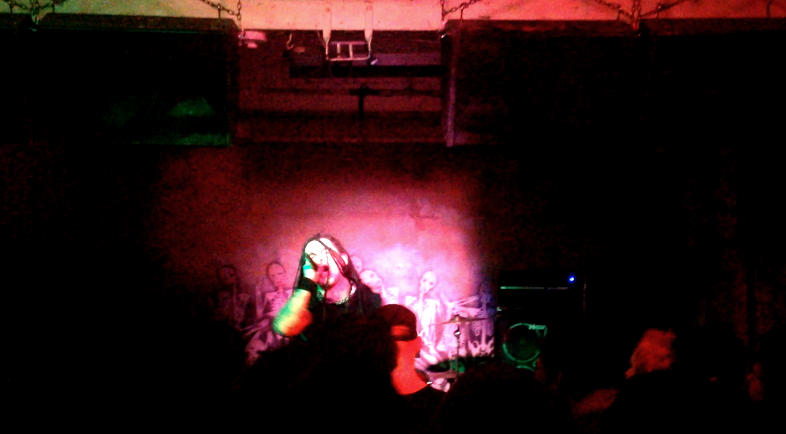
Concert de Doom en 2018.

Le groupe se reforme en 2010, et donne régulièrement des concerts comme au Hellfest en 2010. En 2011, ils font une tournée américaine avec Dropdead, Teargas, et Cross-Stiched Eyes. Ils jouent au Roadburn Festival en 2012. En 2013, le groupe publie son premier album, depuis plus de dix ans, intitulé Corrupt Fucking System. Il est enregistré, mixé et masterisé par le guitariste Bri au Studio 1in12. Le 16 avril 2015, trois personnes sont tuées et sept sont blessées lors d'un concert du groupe à Santiago, au Chili.

## Membres

### Membres actuels
- Brian « Bri Doom » Talbot - guitare, chant (1987-1989, 1992-2005, depuis 2010)
- Tony « Stick » Dickens – batterie (1987-1990, 1992-2005, depuis 2010)
- Scoot – basse (1992-1995, depuis 2010), guitare (1995)
- Denis Boardman – chant (depuis 1995), basse, guitare (1995-?)

### Anciens membres
- Jon Pickering – chant (1987-1990, 1992), basse (1987), guitare (1989-1990, 1992)
- Tom Croft – chant (1992-1995)
- Wayne Southworth – chant (1995-2005 ; décédé en 2005)
- David Talbot – guitare (1989)
- Pete Nash – basse, chant (1987-1990, 1992)
- Paul « Mall » Mallen – basse (1992)
- Chris Gascoigne – basse (1995-?)
- Andy Irving – basse (?-2005)
- Jason Hodges – batterie (1987)
- Mick Harris – batterie (1987)

### Membre de tournée
- Jim Whitley – basse (août 1988, en studio pour A Vile Peace)

## Discographie

### Albums studio
- 1988 : War Crimes (Inhuman Beings)
- 1989 : Total Doom
- 1992 : Doomed from the Start
- 1992 : The Greatest Invention
- 1995 : Fuck Peaceville
- 1996 : Monarchy Zoo
- 1996 : Rush Hour of the Gods
- 2001 : World of Shit

### EP et démos
- 1987 : War is Big Business
- 1989 : Police Bastard
- 1992 : Live in Japan
- 1995 : Hail to Sweden
- 1996 : Pissed Robbed and Twatted - Live in Slovenia
- 1996 : Monarchy Zoo

### Compilations et live
- 1996 : Peel Sessions (CD
- 2006 : Back and Gone Double Live (CD/DVD)

### Splits
- 1989 : Bury the Debt - Not the Dead (split avec No Security)
- 1993 : Lost the Fight (split avec Hiatus)
- 1994 : Doomed to Extinction (split 7" avec Extinction of Mankind)
- 1994 : Pro-Life Control (split avec Selfish)
- 1998 : split avec Cress

### Participations
- 1987 : A Vile Peace
- 1988 : Hardcore Holocaust (The 87-88 Peel Sessions)
- 1988 : Spleurk!
- 1989 : Volnitza: The Worst of the 1 in 12 Club Vol. 6/7
- 1990 : Hardcore Holocaust II
- 1990 : Vile Vibes
- 1991 : Hardcore Resistance
- 1995 : Endless Struggle: The Worst of the 1 in 12 Club vol. 12/13
- 1995 : Gay Pride
- 1999 : Aftermath